# Asipholagena
Asipholagena es un género de foraminífero bentónico de la familia Lagenidae, de la superfamilia Nodosarioidea, suborden Lagenina y del orden Lagenida. Su especie-tipo es Asipholagena tappani. Su rango cronoestratigráfico abarca el Holoceno.

## Clasificación
Asipholagena incluye a la siguiente especie:
- Asipholagena tappani